# Dania Ramirez
Dania Ramírez, född 8 november 1979, är en film- och TV-skådespelerska från Dominikanska republiken. Hon är kanske mest känd för sin roll som Maya Herrera i den amerikanska superhjälteserien Heroes samt som Callisto i filmen X-Men: The Last Stand.

## Biografi
Ramírez föddes i Santo Domingo i Dominikanska republiken. Som tioåring flyttade hon till New York med sin familj. Hon visade tidigt intresse för att bli skådespelare och studerade vid The Actor's Workshop i New York City. Efter att ha avslutat studierna vid Montclair State University i New Jersey, flyttade hon till Los Angeles. 
Dania Ramírez har två barn, tvillingar födda 2014.

## Karriär
Dania Ramírez var statist i filmen Subway Stories (1997), där hon träffade regissören Spike Lee som senare lät henne spela i sin film She Hate Me (2004). Hon spelade rollen Caridad i de sista avsnitten av tv-serien Buffy och vampyrerna, och fick rollen som mutanten Callisto i X-Men: The Last Stand (2006), och som A.J. Sopranos flickvän Blanca Selgado i den sjätte säsongen av Sopranos. Hon spelade också i en musikvideo, regisserad av sin nuvarande pojkvän Jessy Terrero. 2007 spelade hon i en musikvideo för Santanas "Into the Night" (med Chad Kroeger).
Ramírez hittills största roll är den som Maya Herrera i superhjälteserien Heroes i den andre säsongen. 

## Filmografi
- American Reunion (2012 som "Selena")
- Premium Rush (2012 som "Vanessa")
- The Fifth Commandment (2008 som "Angel")
- Brooklyn to Manhattan (2008 som "Jessica")
- Ball Don't Lie (2007 som "Carmen")
- Heroes (2007, som "Maya Herrera")
- Illegal Tender (som "Ana")
- Sopranos (2006-2007), som "Blanca Selgado"
- X-Men: The Last Stand (2006, som "Callisto")
- Romy & Michele: In The Beginning (TV) (2005, som "Elena")
- Cross Bronx (2004, som "Maya")
- Fat Albert (2004, som "Lauri")
- She Hate Me (2004, som "Alex Guerrero")
- The Ecology of Love (2004, som "Alila")
- 25th Hour (2002, som "Daphne")
- Streets is Watching (1998)
- Subway Stories (1997)